# Občina Grad
Občina Grad (slovinsky Občina Grad, německy Gemeinde Oberlimbach) je jednou z 212 občin ve Slovinsku. Nachází se na severovýchodě státu v Pomurském regionu na území historického Zámuří. Občinu tvoří 7 sídel, její rozloha je 37,4 km² a k 1. lednu 2017 zde žilo 2 110 obyvatel. Správním střediskem občiny je vesnice Grad.

## Členění občiny
Občina se dělí na sídla: Dolnji Slaveči, Grad, Kovačevci, Kruplivnik, Motovilci, Radovci, Vidonci.

## Osobnosti
V Gradu (Felsőlendva, ve zdrojích uvedeno jako Felsölengyend) se narodila česká herečka Hana Dumková-Benoniová.